# Passiflora multiformis
Passiflora multiformis là một loài thực vật có hoa trong họ Lạc tiên. Loài này được Jacq. mô tả khoa học đầu tiên năm 1806.